# 派克 (紐約州)
派克（英語：Pike）是一個位於美國紐約州懷俄明縣的鎮。

## 人口
根據2020年美國人口普查的數據，派克的面積為80.88平方千米，當中陸地面積為80.51平方千米，而水域面積為0.37平方千米。當地共有人口975人，而人口密度為每平方千米12人。